# Takashi Koizumi
Pour les articles homonymes, voir Koizumi (homonymie).
Takashi Koizumi (小泉尧史, Koizumi Takashi) est un réalisateur japonais né le 6 novembre 1944 à Mito (Japon).

## Biographie
Takashi Koizumi fait ses études à l'université Waseda. Après avoir obtenu son diplôme de l'université Waseda, il a été assistant réalisateur pour Akira Kurosawa pendant de nombreuses années.

## Filmographie

### Assistant réalisateur
- 1985 : Ran (乱, Ran?) d'Akira Kurosawa
- 1990 : Rêves (夢, Yume?) d'Akira Kurosawa
- 1991 : Rhapsodie en août (八月の狂詩曲, Hachigatsu no kyōshikyoku?) d'Akira Kurosawa
- 1993 : Madadayo (まあだだよ, Madadayo?) d'Akira Kurosawa

### Réalisateur
- 1999 : Après la pluie (雨あがる, Ame agaru?)
- 2002 : Letters from the Mountains (阿弥陀堂だより, Amidado dayori?)
- 2006 : La Formule préférée du professeur (博士の愛した数式, Hakase no aishita sūshiki?)
- 2007 : Best Wishes for Tomorrow (明日への遺言, Ashita e no yuigon?)
- 2014 : A Samurai Chronicle (蜩ノ記, Higurashi no ki?)
- 2020 : Tōge saigo no samurai (峠 最後のサムライ?)
- 2024 : Yuki no Hana: Tomo ni arite (雪の花 -ともに在りて-?)